# Världsmästerskapen i bågskytte 1947
Världsmästerskapen i bågskytte 1947 arrangerades i Prag i Tjeckoslovakien mellan den 12 och 19 augusti 1947.

## Medaljsummering

### Recurve
| Event                          | Guld                   | Silver               | Brons                            |
| Herrarnas individuella tävling | Hans Deutgen (SWE)     | Vaclav Karola (TCH)  | Josef Brejcha (TCH)              |
| Damernas individuella tävling  | Janina Kurkowska (POL) | Astrid Trølsen (DEN) | Petronella de Wharton-Burr (GBR) |
| Herrarnas lag                  | Tjeckoslovakien        | Danmark              | Sverige                          |
| Damernas lag                   | Danmark                | Frankrike            | Storbritannien                   |

### Medaljtabell
| Pl. | Nation          | Guld | Silver | Brons | Totalt |
| --- | --------------- | ---- | ------ | ----- | ------ |
| 1   | Danmark         | 1    | 2      | -     | 3      |
| 2   | Tjeckoslovakien | 1    | 1      | 1     | 3      |
| 3   | Sverige         | 1    | -      | 1     | 2      |
| 4   | Polen           | 1    | -      | -     | 1      |
| 5   | Frankrike       | -    | 1      | -     | 1      |
| 6   | Storbritannien  | -    | -      | 2     | 2      |